# Aprostocetus blattae
Aprostocetus blattae är en stekelart som först beskrevs av Burks 1952.  Aprostocetus blattae ingår i släktet Aprostocetus och familjen finglanssteklar. Inga underarter finns listade i Catalogue of Life.